# Comité Olímpico de Nueva Zelanda
El Comité Olímpico de Nueva Zelanda (en inglés: New Zealand Olympic Committee, NZOC) es una organización pública independiente que promueve y difunde el Movimiento Olímpico y gestiona la participación de Nueva Zelanda en los Juegos Olímpicos y en los Juegos de la Mancomunidad.
Es miembro del 
Comité Olímpico Internacional (COI) y de la Asociación de los Juegos de la Mancomunidad. Su sede está en Auckland y la presidenta desde 2022 es Liz Dawson.

## Historia
Fue fundado en 1911 con el nombre de New Zealand Olympic and Commonwealth Games Association, y reconocido por el COI en 1919. En 1994 fue renombrado a su nombre actual: New Zealand Olympic Committee.
Se encargó de la organización de los Juegos de la Mancomunidad de 1950, celebrados en Auckland, los Juegos de la Mancomunidad de 1974 (Christchurch) y los Juegos de la Mancomunidad de 1990 (Auckland).

## Presidentes
| Presidente             | Período     |
| ---------------------- | ----------- |
| n. d.                  | 1911-1949   |
| Arthur Bayfield        | 1949-1960   |
| Harold Austad          | 1960-n. d.  |
| Roy Dutton             | n. d.-n. d. |
| David Beattie          | 1989-2000   |
| John Davies            | 2000-2003   |
| Eion Edgar             | 2003-2009   |
| Michael Stanley        | 2009-2022   |
| Liz Dawson             | 2022-0      |
| Fuente: olympedia.org. |             |